# Ammannia baumii
Ammannia baumii är en fackelblomsväxtart som först beskrevs av Emil Bernhard Koehne, och fick sitt nu gällande namn av S.A.Graham och Gandhi. Ammannia baumii ingår i släktet Ammannia och familjen fackelblomsväxter. Inga underarter finns listade i Catalogue of Life.